# Amir al-muminín
L'amir al-muminín (àrab: أمير المؤمنين, amīr al-muʾminīn) o príncep dels creients, també traduït com a emir o comanador dels creients, és un títol que indica que el seu portador és la màxima autoritat religiosa entre els musulmans. És un grau religiós, polític i social. És un títol islàmic tradicionalment s'associava al de califa, ja que és com també se'l designava en els primers temps de l'islam. El mot ha sofert modificacions, fonamentalment dels historiadors medievals, i en català hom troba sovint les formes miramolí o miramamolí, entre d'altres.
El primer a portar aquest títol va ser Úmar ibn al-Khattab i la persona és escollida seguint les regles de la xara, i en resposta a la concentració dels representants del poble musulmà anomenat Choura. Després de 'Umar el portaren tots els califes omeies i abbàssides, tot i que va haver-hi sobirans que no hi van poder ser perquè no reunien les condicions que exigeix el dret musulmà.
El títol se l'atribuïren diverses dinasties nord-africanes, i també el feien servir els omeies i almohades de l'Àndalus. Després del 1253 fou reivindicat pels hàfsides d'Ifríqiya, pels mamelucs d'Egipte i pels marínides del Marroc, i fins al 1922 encara va ser usat pels soldans otomans.
Actualment, només el rei del Marroc porta aquest títol, i així queda recollida a la constitució marroquina. Va ser utilitzat també pels sultans almoràvits, que tanmateix no usaven el de califa, i més tard pel sultà, ara rei, del Marroc.
El moviment islamista Al Adl Wal Ihsane es nega a reconèixer aquest títol al rei, al contrari del Partit de la Justícia i del Desenvolupament que ha escollit estratègicament acceptar-ho i unir-se, d'aquesta manera, a la legalitat política. L'autoritat religiosa dels sultans marroquins com a prínceps dels creients és reconeguda per aquells sectors del país que no reconeixien tanmateix la seva autoritat política.
Aquest fet transcendeix les fronteres del regne, ja que era reconeguda igualment més cap al sud, entre les tribus del Sàhara, sent aquest un dels arguments esgrimits pel nacionalisme marroquí per reclamar la sobirania sobre el Sàhara Occidental i Mauritània, encara que en aquest últim cas ja no existeix aquesta reivindicació.
Aquest títol ha estat igualment portat per Mohammad Omar (conegut com el mul·là Omar) a l'Afganistan quan els talibans van ser al poder en aquest país.